# Apanthura microps
Apanthura microps là một loài chân đều trong họ Anthuridae. Loài này được Kensley miêu tả khoa học năm 1980.